# U-773
Unterseeboot 773 foi um submarino alemão do Tipo VIIC, pertencente a Kriegsmarine que atuou durante a Segunda Guerra Mundial.

## Comandantes
| Comandante          | Data                                        |
| ------------------- | ------------------------------------------- |
| Oblt. Richard Lange | 20 de janeiro de 1944 - 17 de abril de 1944 |
| Oblt. Hugo Baldus   | 18 de abril de 1944 - 9 de maio de 1945     |

## Subordinação
Durante o seu tempo de serviço, esteve subordinado às seguintes flotilhas:
| Período                                      | Flotilha                                   |
| -------------------------------------------- | ------------------------------------------ |
| 20 de janeiro de 1944 - 31 de julho de 1944  | 31. Unterseebootsflottille (treinamento)   |
| 1 de agosto de 1944 - 30 de setembro de 1944 | 1. Unterseebootsflottille (serviço ativo)  |
| 1 de outubro de 1944 - 8 de maio de 1945     | 11. Unterseebootsflottille (serviço ativo) |